# Háború a Földön (film)
A Háború a Földön (eredeti cím: Battlefield Earth) 2000-ben bemutatott amerikai akció-sci-fi Roger Christian rendezésében. A forgatókönyvet L. Ron Hubbard, azonos című regénye alapján Corey Mandell és J. D. Shapiro írta. A főbb szerepekben John Travolta, Barry Pepper és Forest Whitaker látható.
A Warner Bros által bemutatott film hatalmas anyagi és kritikai bukásnak bizonyult. Hét Arany Málna díjat nyert és közel 44 millió amerikai dolláros veszteséget termelt.

## Cselekmény
A 31. század hajnalán az emberiség végső kihalásra ítélt faj, mert a psychlos nevű földönkívüliek elfoglalták a Földet. Az életben maradt emberek Jonnie Tyler vezetésével fellázadnak a gonosz lények ellen. 

## Szereplők
| Szereplő             | Színész            | Magyar hang    |
| -------------------- | ------------------ | -------------- |
| Jonnie Goodboy Tyler | Barry Pepper       | Csőre Gábor    |
| Terl                 | John Travolta      | Csankó Zoltán  |
| Ker                  | Forest Whitaker    | Ujlaki Dénes   |
| Carlo                | Kim Coates         | Salinger Gábor |
| Chrissy              | Sabine Karsenti    | Törtei Tünde   |
| Parson Staffer       | Michael Byrne      |                |
| Mickey               | Christian Tessier  | Tóth Roland    |
| Sammy                | Sylvain Landry     |                |
| Robert, a Róka       | Richard Tyson      | Zámbori Soma   |
| Planetship           | Shaun Austin-Olsen | Varga Tamás    |
| Chirk                | Kelly Preston      |                |

A magyar szinkront a Syncton Stúdió készítette 2001-ben.

## Díjak és jelölések
21. Arany Málna-gála (2001)
- díj: legrosszabb film (Elie Samaha, Jonathan D. Krane és John Travolta)
- díj: legrosszabb férfi főszereplő (John Travolta)
- díj: legrosszabb férfi mellékszereplő (Barry Pepper)
- díj: legrosszabb női mellékszereplő (Kelly Preston)
- díj: legrosszabb rendező (Roger Christian)
- díj: legrosszabb forgatókönyv (Corey Mandell és J. D. Shapiro)
- díj: legrosszabb filmes páros (John Travolta és bárki, aki megosztotta vele a mozivásznat)
- jelölés: legrosszabb férfi mellékszereplő (Forest Whitaker)